# Afar

Karta över Etiopien som visar den etiopiska regionen Afar (det röda fältet).

Afar (arabiska: عفار (danāqil), amhariska: adal), tidigare danakil, är en etnisk grupp på omkring 1,7 miljoner människor på Afrikas horn, varav 1,3 miljoner (enligt 2007 års folkräkning) i nordöstra Etiopien, 300 000 i Eritrea och 96 000 i Djibouti.

## Bosättning
En större del av afarerna bor i Danakilöknen som delas mellan sydöstra Eritrea, nordöstra Etiopien och norra Djibouti.
Öknen Danakil har gett upphov till det namn som araber i de närliggande områdena använder för att identifiera dem. Afarfolkets utbredningsområde är mellan Eritreas kustland och de etiopiska bergen samt i Awashflodens dalgång upp till Awash Station (Koka Dam).

## Ekonomi och kultur
Afarfolket är i huvudsak muslimer och oftast sunnimuslimer. Vissa är nomader medan andra, i synnerhet vid kusten, är bofasta. Bosättningsområdet för afarfolket är bland de hetaste och kargaste i världen. Huvudsakligen försörjer sig afarfolket på nomadisk får-, get- och kamelskötsel. Vid Röda havet ägnar de sig åt fiske. Det huvudsakliga modersmålet är afariska. Afarspråket är ett kushitiskt språk som är besläktat med somaliskan.

## Historia
I bosättningsområdet för afarfolket hittades 1974 vid Hadar Lucy, det hittills mest kompletta skelettet av Australopithecus afarensis, vilket ur ett arkeologiskt-antropologiskt hänseende har skapat ett mycket stort intresse för afarfolkets område.
Trots att de har isolerat sig från omvärlden har nomaderna under lång tid åtagit sig uppdrag i form av karavantransporter. Intill början av 1900-talet var de mycket involverade i slavhandeln till den arabiska halvön.

## Bildgalleri

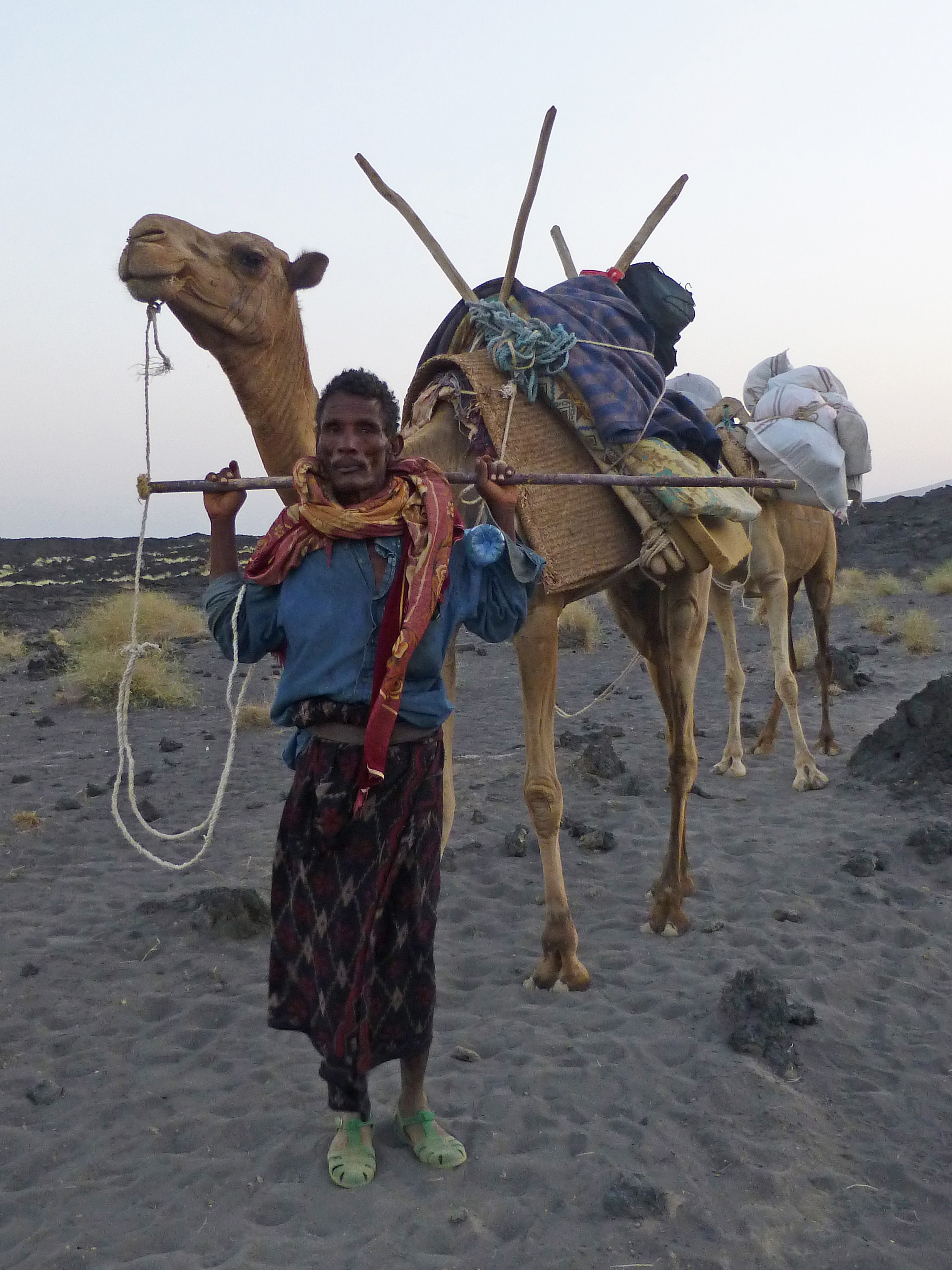
Afarisk man med transportkamelen vid vulkanen Erta Ale.
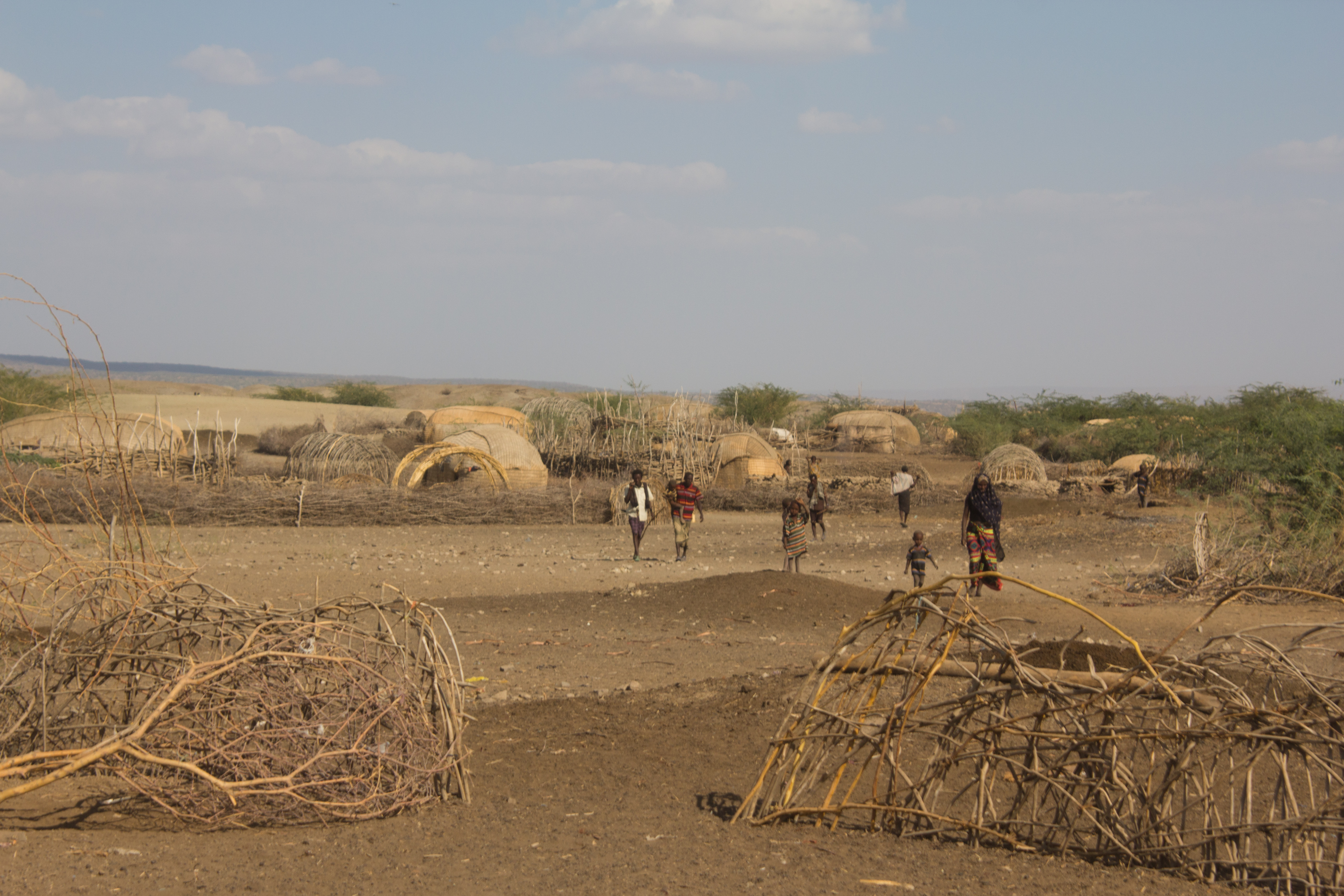
Semi-nomadisk bosättning gjord av separerbara cirkulära hyddor. Även om de vanligtvis är utspridda i öknen, bildar afarerna ibland större byar.
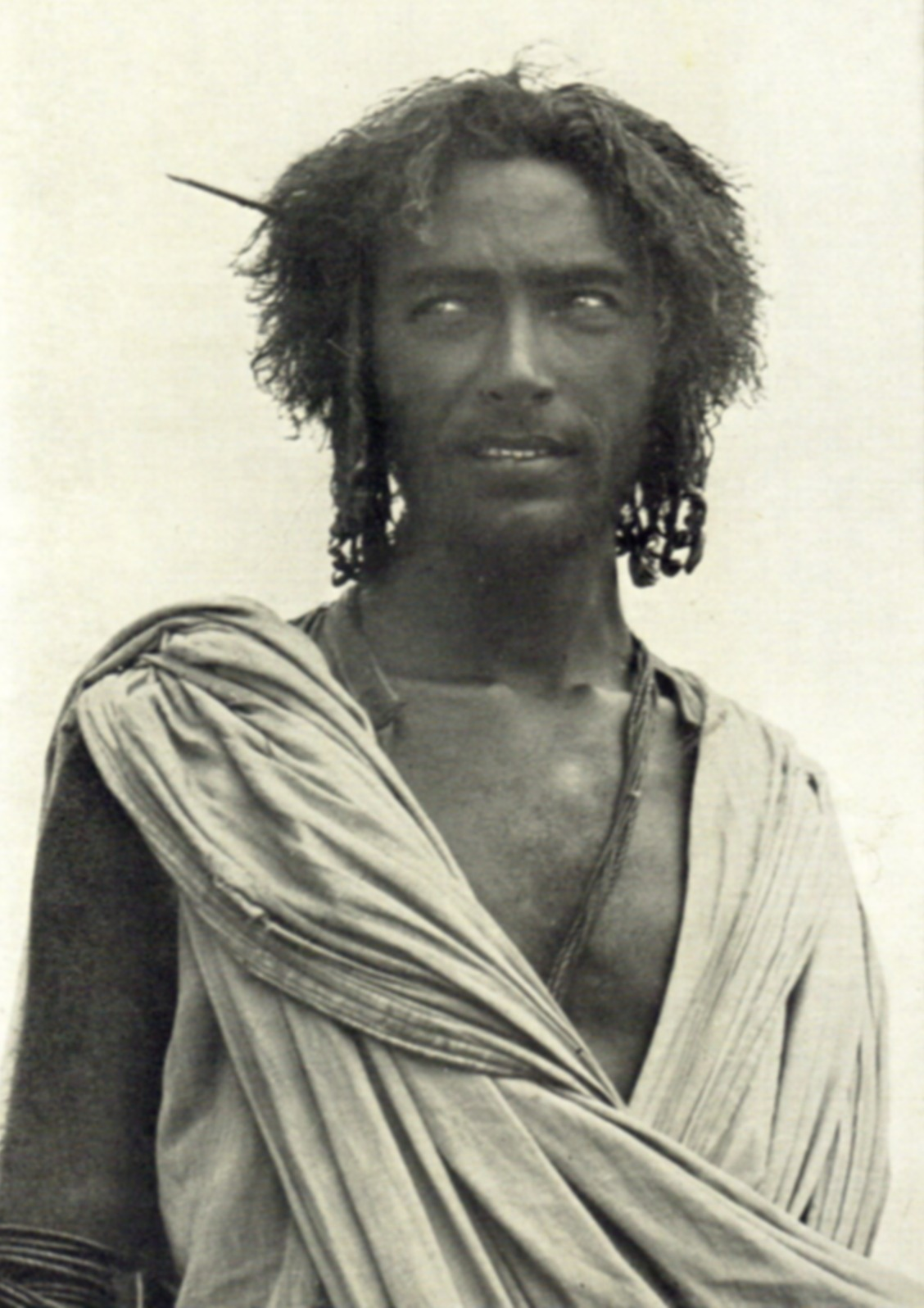
En afarisk man i traditionell nomadklädsel.